# 廣星傳訊

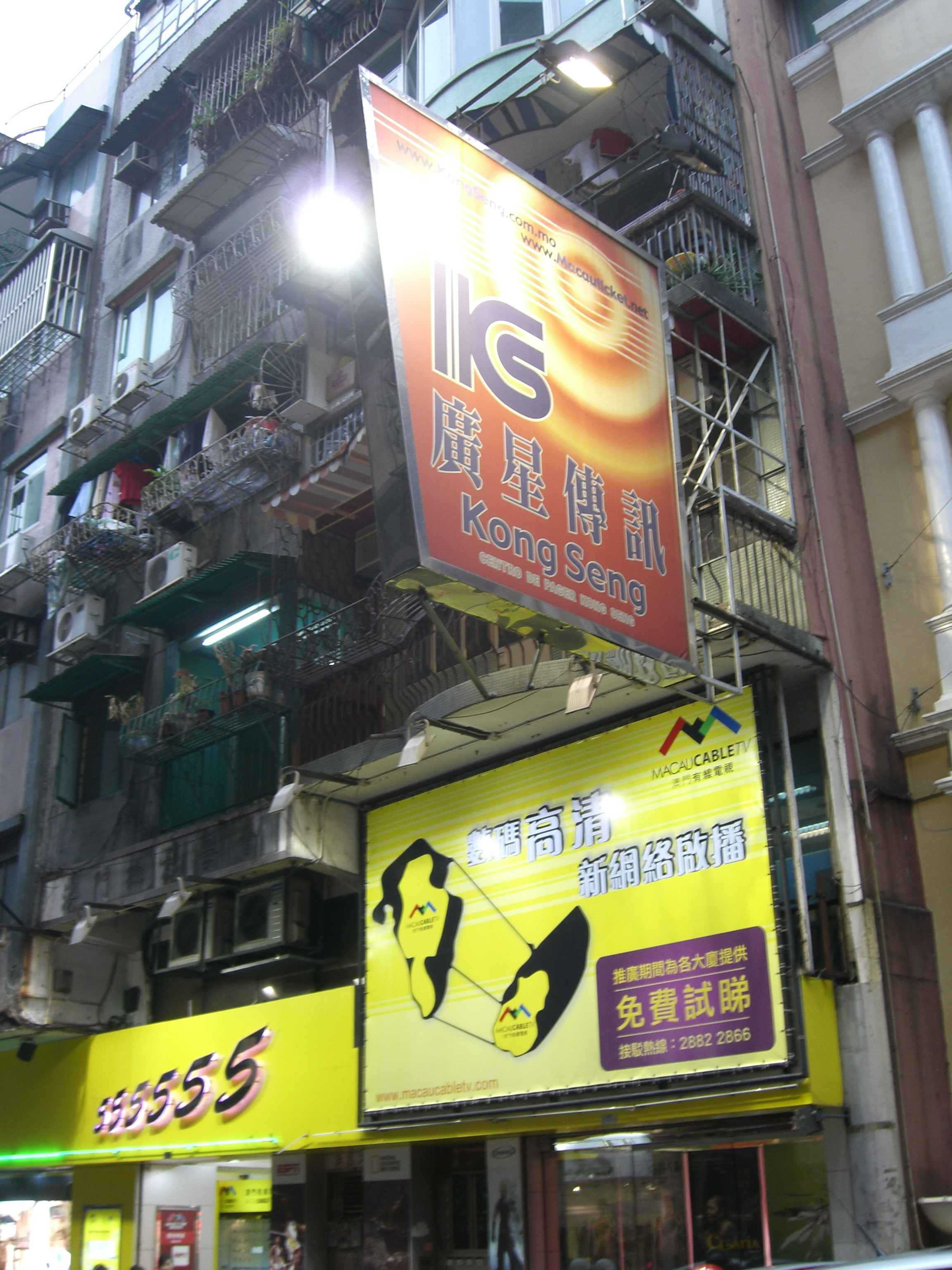
廣星展場

廣星傳訊或廣星傳訊有限公司（Kong Seng Paging Ltd. Macau）是澳門第一間提供電話通訊服務的企業。其前身廣星電業行由澳門商人林潤垣所創立及全資擁有，於1969年成立。

## 簡介
廣星傳訊有限公司（Kong Seng Ltd.）也簡稱廣星傳訊，是澳門本土的電子傳訊公司，現為澳門地區最大的傳訊服務公司。
廣星傳訊前身廣星電業行成立於1969年，同年在澳門開創公共天線服務。
主要業務包括網路系統集成、軟體開發、電腦系統及網絡技術顧問服務、大型戶外LED顯示屏幕工程、體育競賽電子系統、公共天線信號傳送、閉路電視系統、有線電視系統、電話中心服務、虛擬流動網路服務、澳門售票網、會議及展覽服務、廣告服務、地產信息、溫泉服務等。
2007年1月底，廣星傳訊董事局主席林潤垣以超過澳門幣一億元向葡萄牙電訊收購澳門有線電視股權，成為大股東，公共天線業界及有線電視之間的「鬥爭」亦自此落幕，目前服務於澳門多個政府部門、公共機構、私營機構、外地機構和社會團體。
目前擁有利用3CX電話系統自主設計的全新廣星智能電話服務系統（2011年）、互聯網上的澳門售票網服務和提供24小時全年無休熱線服務，並即將投入運營全自動人性化售票機服務。

## 服務
廣星傳訊為客戶提供以下服務：
- 無線網絡
- 資訊系統
- 活動管理系統
- 電子屏幕廣告

## 聯繫方式
- 廣星電話Tel:（853）2878 1872
- 熱線hotline:（853）2855 5555
- 廣星傳真Fax: (853)2878 1821

## 廣星傳訊屬下機構
- 澳門有線電視
- 澳門售票網
- 廣星地產

## 廣星業務
- 系統工程
- LED電子螢幕
- 互聯網
- 公共天線
- 電話中心
- 電視頻道廣告服務
- 電視EPG廣告服務
- 推廣服務
- 廣星地產
- 廣星展場 — 位於澳門荷蘭園正街77號A地下。
- 服務範疇

## 廣星傳訊大事記
- 1969年    廣星公共天線網絡創建，至今依然為澳門各行各業和市民服務。
- 1973年    廣星傳訊有限公司正式開業。
- 1977年    創辦澳門首個傳呼臺，至今依然為澳門各行各業和市民服務。
- 1979年    獲得香港最後一個傳呼服務牌照
- 1984年    協助舉辦第一屆【澳門公益金百萬行】統籌及策劃工作，之後連續廿七年免費提供全場音響服務。
- 1985年    成功開放中文電腦傳呼系統軟件，開拓國內傳呼市場。
- 1986年    為中國內地六十多個城市建立傳呼服務。
- 1987年    推出【金融資訊】服務。 成立【澳門售票網】，開始經營澳門各大票務。
- 1989年    開拓美國、加拿大和澳大利亞市場。 獲得澳門電訊有限公司GSM網路指定特約經銷商。
- 1991年   （1）開創省/港/澳聯網傳呼服務，市場佔有率達70%。（2）為『黎明澳門演唱會』提供顧問及門票銷售服務，利用電腦連線售票系統發售門票，是次為本澳首次採用此嶄新的售票形式。
- 1992年    自主研發【智能直撥通】自動語音傳呼系統，並正式投入運營。
- 1994年    創立【傳呼雜誌】服務，為客戶提供各種免費資訊。
- 1995年    為中國內地一百多個城市設立傳呼服務。
- 1996年   （1）為教育暨青年局設計策劃報名工作，免除市民通宵輪候報名。

（2）開始全權負責澳門文化局每年盛世活動的票務工作。（至今）
- 1997年    成為【澳門格蘭披治大賽車】票務總代理，全面負責售票、帶位、禮品等服務。（至今）
- 2000年   （1）與勞工局合辦【電話就業中心】，免費為勞資雙方提供電話登記及職業配對業務。

（2）引進全新戶外電子屏幕，開創本澳動態廣告宣傳模式。
- 2002年     董事局主席林潤垣先生獲得特區政府【工商功績勳章】。
- 2003年   （1）完全籌辦【粵西名優產品展銷會】工作。

（2）成立【中國溫泉搜索網】，提供全國溫泉資料和專業資訊。
- 2004年    成立【澳門地產搜索網】，提供全澳樓宇第一手資訊。
- 2005年    向東亞運動會編製科技範疇具策略性的研究計畫並安裝大型彩色LED顯示屏服務。
- 2006年    為【中國——葡語國家經貿合作論壇第二屆部長級會議】提供會議系統和資料輸入服務。
- 2007年    （1）董事局主席林潤垣先生通過外判出資1億澳門幣正式入股澳門有線電視股份有限公司，成為最大股東。

（2）為行政暨公職局提供節慶時所舉辦的餐飲活動，為全澳2萬多公務員售賣會員餐券，採用會員限制功能，系統核實會員身份，每次開售時需處理大流量  人群排隊輪候，每次約2小時內完成售罄80席的處理能力。（至今）
- 2008年    成為東亞娛樂主辦之香港演唱會澳門區票務代理。（至今）
- 2010年    開始與威尼斯人度假村酒店簽訂長期合約，改變威尼斯人一向自售門票形式，開始與廣星合作提供多渠道的售票網絡。
- 2011年    （1）負責【清明上河圖】電子動態版售票工作，共處理/賣出20萬張門票。

（2）與廣州『廣東文化票務網』合作，開通廣東省與澳門之間實時票務合作。
（3）代理珠海市舉行的“張學友世紀演唱會1/2珠海站” 澳門區票務。
（4）代理粵通船務。（澳門環島遊、來往深圳船務）
（5）代理香港中國旅行社票務。（各地酒店、港澳噴射飛航、香港迪士尼票務）
（6）代理城中站網上購物名牌手袋用品

## 外部連結
- 廣星傳訊 （页面存档备份，存于）
- 澳門有線電視 （页面存档备份，存于）
- 澳門售票網 （页面存档备份，存于）